# Episodi di Friends (terza stagione)
La terza stagione della sitcom Friends, composta da venticinque episodi, è andata in onda negli Stati Uniti dal 19 settembre 1996 al 15 maggio 1997 sul canale NBC.
In Italia è invece stata trasmessa dal 13 luglio al 26 luglio 1998 su Rai 3.
| nº | Titolo originale                                   | Titolo italiano                         | Prima TV USA      | Prima TV Italia |
| -- | -------------------------------------------------- | --------------------------------------- | ----------------- | --------------- |
| 1  | The One with the Princess Leia Fantasy             | La Principessa Leila e il bikini dorato | 19 settembre 1996 | 13 luglio 1998  |
| 2  | The One Where No One's Ready                       | Minuti contati                          | 26 settembre 1996 | 13 luglio 1998  |
| 3  | The One with the Jam                               | Per dimenticare Richard                 | 3 ottobre 1996    | 14 luglio 1998  |
| 4  | The One with the Metaphorical Tunnel               | Paura d'amare                           | 10 ottobre 1996   | 14 luglio 1998  |
| 5  | The One with Frank Jr.                             | La cassetta della posta                 | 17 ottobre 1996   | 15 luglio 1998  |
| 6  | The One with the Flashback                         | Tre anni prima                          | 31 ottobre 1996   | 15 luglio 1998  |
| 7  | The One with the Race Car Bed                      | Un letto nuovo per Monica               | 7 novembre 1996   | 16 luglio 1998  |
| 8  | The One with the Giant Poking Device               | La maledizione del dentista             | 14 novembre 1996  | 16 luglio 1998  |
| 9  | The One with the Football                          | La coppa Geller                         | 21 novembre 1996  | 17 luglio 1998  |
| 10 | The One Where Rachel Quits                         | Boyscout per caso                       | 12 dicembre 1996  | 17 luglio 1998  |
| 11 | The One Where Chandler Can't Remember Which Sister | L'inquilino del piano di sopra          | 9 gennaio 1997    | 19 luglio 1998  |
| 12 | The One with All the Jealousy                      | Primo giorno di lavoro                  | 16 gennaio 1997   | 19 luglio 1998  |
| 13 | The One Where Monica and Richard are Just Friends  | Due amici molto speciali                | 30 gennaio 1997   | 20 luglio 1998  |
| 14 | The One with Phoebe's Ex-Partner                   | Leslie, la ex di Phoebe                 | 6 febbraio 1997   | 20 luglio 1998  |
| 15 | The One Where Ross and Rachel Take a Break         | Pausa di riflessione                    | 13 febbraio 1997  | 21 luglio 1998  |
| 16 | The One with the Morning After                     | Il giorno dopo                          | 20 febbraio 1997  | 21 luglio 1998  |
| 17 | The One Without the Ski trip                       | Soccorso stradale                       | 6 marzo 1997      | 22 luglio 1998  |
| 18 | The One with the Hypnosis Tape                     | L'allievo e l'insegnante                | 13 marzo 1997     | 22 luglio 1998  |
| 19 | The One with the Tiny T-Shirt                      | Voltare pagina                          | 27 marzo 1997     | 23 luglio 1998  |
| 20 | The One with the Dollhouse                         | La casa delle bambole                   | 10 aprile 1997    | 23 luglio 1998  |
| 21 | The One with a Chick and a Duck                    | Il sogno di Monica                      | 17 aprile 1997    | 24 luglio 1998  |
| 22 | The One with the Screamer                          | Il numero verde                         | 24 aprile 1997    | 24 luglio 1998  |
| 23 | The One with Ross's Thing                          | I due amori di Phoebe                   | 1º maggio 1997    | 25 luglio 1998  |
| 24 | The One with the Ultimate Fighting Champion        | Lotta estrema                           | 8 maggio 1997     | 26 luglio 1998  |
| 25 | The One at the Beach                               | Week-end con sorpresa                   | 15 maggio 1997    | 26 luglio 1998  |

## La Principessa Leila e il bikini dorato
- Titolo originale: The One with the Princess Leia Fantasy
- Diretto da: Gail Mancuso
- Scritto da: Michael Curtis e Gregory S. Malins

### Trama

Nella gag che apre la stagione, i sei amici trovano i loro abituali posti al Central Perk occupati, in un breve cameo, dagli autori della sitcom.

Monica soffre molto per aver troncato la relazione con Richard. Suo padre Jack si reca da lei per vedere come sta e le rivela di aver incontrato Richard e che anche lui sta malissimo. Janice scopre che Joey non la sopporta e, per provare a migliorare la situazione, chiede al ragazzo di passare un po' di tempo insieme. Al termine della giornata Joey afferma che Janice continua ad essere insopportabile, ma si è reso conto che può comunque passare del tempo con lei. Rachel chiede a Ross quale sia la sua fantasia erotica e questi risponde che vorrebbe vedere la sua ragazza vestita col bikini dorato sfoggiato da Leila Organa nel film Guerre stellari - Il ritorno dello Jedi. Rachel non conosce il personaggio e chiede aiuto a Phoebe. Quando Ross si accorge che la sua fidanzata ha rivelato un suo segreto a un'amica, si arrabbia molto. Rachel gli spiega che le ragazze fanno spesso questo tipo di confidenze e consiglia a Ross di rivelare qualcosa di personale a qualche amico. Chandler confida quindi a Ross che quando fa l'amore gli capita spesso di pensare al volto di sua madre. La cosa è controproducente: quando Rachel si presenta con il bikini dorato e i capelli della principessa Leila, Ross la vede col volto della madre.

## Minuti contati
- Titolo originale: The One Where No One's Ready
- Diretto da: Gail Mancuso
- Scritto da: Ira Ungerleider

### Trama
Ross deve partecipare ad una cena di gala con i suoi amici. Phoebe è l'unica ad essere pronta. Chandler litiga con Joey perché quest'ultimo gli ha sottratto il posto in poltrona. Ross convince Chandler a prepararsi, con la promessa che l'amico lascerà il suo posto quando sarà il suo turno per vestirsi. Quando si alza, Joey porta via i cuscini e Chandler si vendica nascondendogli le mutande. In tutto questo trambusto i due sporcano il vestito di Phoebe. Joey, non trovando la sua biancheria, decide di indossare tutti i vestiti di Chandler. Ross riesce infine a far rinsavire i due ed a convincerli a vestirsi seriamente. Nel frattempo Phoebe non riesce a trovare un vestito nuovo da indossare e quindi decide di coprire la macchia con un addobbo di Natale. Monica rientra all'ultimo minuto e, ascoltando i messaggi in segreteria, sente la voce di Richard che le dice di richiamarlo. La ragazza non sa se il messaggio è vecchio o recente e decide di telefonargli. Rachel è indecisa sul vestito da indossare e Ross, impaziente di uscire, le fa una sfuriata e la ragazza, indispettita, decide di non partecipare più alla serata.

## Per dimenticare Richard
- Titolo originale: The One with the Jam
- Diretto da: Kevin S. Bright
- Scritto da: Wil Calhoun

### Trama
Monica, per dimenticare Richard, decide di produrre marmellate e Joey ne è entusiasta perché può mangiarne a volontà. I costi di produzione però sono troppo elevati e quindi Monica è costretta ad abbandonare questa sua attività. Per colmare il vuoto che sente nella sua vita, la ragazza decide di avere un bambino con l'inseminazione artificiale, ma Joey riesce a farla desistere da questo suo proposito. Phoebe si accorge di essere seguita continuamente da un uomo e scopre che questi l'ha scambiata per sua sorella Ursula. Phoebe cerca di farlo rinsavire ma, dopo qualche tempo, la ragazza si accorge che il maniaco continua a seguire la sua gemella. Chandler chiede consiglio a Ross e Rachel su come risolvere alcuni problemi che ha con Janice. Il ragazzo vorrebbe sapere come ritagliarsi il suo spazio nel letto senza dover dormire necessariamente abbracciati. Rachel risponde che su questo non possono dare consigli perché loro dormono sempre abbracciati. Ross però lascia intendere di conoscere un metodo per far credere alla fidanzata di aver dormito tutta la notte abbracciati e lo spiega a Chandler quando Rachel si allontana. Mettendo in pratica questo suggerimento, Chandler fa cadere Janice dal letto rompendole un braccio. Parlando con Janice dell'accaduto, Rachel scopre che Ross le ha mentito e si arrabbia molto.

## Paura d'amare
- Titolo originale: The One with the Metaphorical Tunnel
- Diretto da: Steve Zuckerman
- Scritto da: Alexa Junge

### Trama
Ross scopre che il giocattolo preferito di Ben è una Barbie e quindi cerca di farlo giocare con qualcosa di più "maschile". Quando Monica se ne accorge, ricorda al fratello che lui da piccolo si vestiva da donna e fingeva di servire il tè alle amiche. Phoebe risponde ad una telefonata, ma dimentica di riferire il messaggio a Joey che perde così l'opportunità di presentarsi ad un provino. La ragazza, mortificata per l'accaduto, chiama il produttore e lo convince a dare una chance all'amico. Joey viene preso e, spinto dall'entusiasmo, chiede a Phoebe di fargli da agente. La ragazza però in alcuni casi non riesce a comunicare le notizie negative all'amico, mentre in altri casi è eccessivamente brutale. Joey decide quindi di tornare dalla sua agente, Estelle. Chandler vorrebbe avere una relazione seria con Janice, ma la donna è titubante in quanto non ha ancora ottenuto il divorzio.

## La cassetta della posta
- Titolo originale: The One with Frank Jr.
- Diretto da: Steve Zuckerman
- Scritto da: Shana Goldberg-Meehan e Scott Silveri

### Trama
Phoebe trascorre una giornata in compagnia del suo fratellastro Frank Buffay Jr. e scopre che il ragazzo è molto strano. La ragazza porta Frank al lavoro e lo lascia in compagnia di una sua collega per un massaggio gratis. Il ragazzo però travisa le parole della sorella e pensa che la massaggiatrice sia una prostituta. Quando Phoebe lo scopre si arrabbia molto con il fratello, ma questi si scusa e rivela di essersi trovato molto bene in sua compagnia. Chandler e Janice hanno fatto una lista di 5 persone famose con le quali possono tradire il partner. Anche Ross decide di farne una. Al Central Perk entra Isabella Rossellini che Ross aveva appena escluso dalla lista, preferendo un'altra star. Rachel però gli concede di fare uno strappo alla regola e di provare a sedurre Isabella. Ross riesce a parlare all'attrice e le racconta della lista. Quando Isabella vede che il suo nome in realtà non è presente, se ne va. Joey tenta di rifare il pavimento del bagno di Monica, ma scopre che è un lavoro troppo difficile. Inoltre il ragazzo termina il mobile per la televisione, ma questo copre sia la porta della sua stanza, sia la porta della stanza di Chandler.
- Guest star: Giovanni Ribisi (Frank Buffay Jr.), Isabella Rossellini (sé stessa)

## Tre anni prima
- Titolo originale: The One with the Flashback
- Diretto da: Peter Bonerz
- Scritto da: David Crane e Marta Kauffman

### Trama
Janice domanda al gruppo se qualcuno di loro sia mai andato a letto con un altro del gruppo e, alla risposta negativa, Janice domanda se qualcuno di loro l'abbia mai desiderato, scatenando una serie di flashback ambientati tre anni prima, ad uno dall'inizio della prima stagione. Phoebe non sopporta più le manie di Monica per l'ordine e la pulizia e decide di trasferirsi da sua nonna senza avvertire l'amica. La ragazza cerca di portare via poco a poco tutti i suoi oggetti. Chandler cerca un coinquilino e deve scegliere tra un fotografo e un attore di nome Joey. Il fotografo ha tutte le carte in regola per essere il coinquilino ideale (fotografa modelle e ha una sorella pornostar con una casa al mare) e, quando Joey si reca a vedere l'abitazione, Chandler cerca di liberarsi di lui perché ha già fatto la sua scelta. Al Central Perk, Monica e Chandler incontrano Rachel che racconta di essersi fidanzata ufficialmente con Barry. La ragazza confida alle amiche che desidererebbe avere un'ultima notte di passione con uno sconosciuto prima di sposarsi. Chandler cerca maldestramente di farsi notare, ma non riesce nel suo intento. Ross è in crisi con sua moglie Carol, ma quest'ultima sembra più serena dopo aver conosciuto Susan. Il fotografo viene intercettato dal signor Heckles che gli dice di essere lui il nuovo coinquilino di Chandler e il ragazzo se ne va. Chandler è costretto a richiamare Joey. Monica sembra interessata all'attore, ma quando lo invita per prendere da bere lui si spoglia completamente, imbarazzando la ragazza e mandando all'aria l'attrazione di lei per lui. Phoebe rivela a Monica di essersi trasferita a causa delle sue manie per la pulizia e di non volerla perdere come amica, perciò ha deciso di andarsene. Le due si salutano affettuosamente, ma Monica è triste per aver perso la sua coinquilina e dopo aver rivisto Rachel fidanzata e in procinto di avere tutto ciò che aveva sempre desiderato. Chandler e Joey iniziano a legare guardando Baywatch e bevendo birra. Chandler vede Monica triste e l'abbraccia per consolarla, dicendole che troverà presto un ragazzo e che è la donna più bella che conosca. Monica lo ringrazia e si rasserena, mentre Chandler torna nel suo appartamento. Ross scopre che sua moglie è lesbica e, disperato, si reca al Central Perk dove trova Phoebe. Qui la ragazza cerca di consolarlo e i due finiscono per baciarsi sul tavolo da biliardo. Ross e Phoebe vengono però interrotti dall'arrivo degli altri amici e Joey viene presentato ufficialmente al gruppo. Mentre Rachel sta guidando con le amiche in auto, ha una fantasia in cui sogna di andare a letto con Chandler.
- Nota. Gli eventi presentati in questa puntata si collocano temporalmente appena prima della puntata pilota della prima serie.

## Un letto nuovo per Monica
- Titolo originale: The One with the Race Car Bed
- Diretto da: Gail Mancuso
- Scritto da: Seth Kurland

### Trama
Monica decide di acquistare un letto nuovo approfittando di una svendita nel negozio dell’ex marito di Janice: “il Re dei Materassi”. Quando l'oggetto viene consegnato, Monica non è in casa e Phoebe firma senza controllare. Quando la ragazza rientra, si accorge che le è stato consegnato un letto per bambini a forma di automobile. 
Monica si reca quindi al negozio con Joey per cercare di risolvere l'errore. Joey, mentre sta andando a parlare con il venditore cioè “il Re”, lo vede mentre si sta baciando con Janice.
Joey intanto inizia ad insegnare recitazione ad alcuni ragazzi.
Rachel organizza una cena con suo padre e Ross, ma i due non vanno molto d'accordo. Rimanendo molto delusa da questo, chiede a Ross di ritentare l’approccio, invitando il padre nel suo appartamento; questa volta sembra funzionare e i due iniziano a capirsi.
- Guest star: Ron Leibman (Leonard Green)

## La maledizione del dentista
- Titolo originale: The One with the Giant Poking Device
- Diretto da: Gail Mancuso
- Scritto da: Adam Chase

### Trama
Joey è in difficoltà perché non sa come dire a Chandler di aver visto Janice che si baciava con il suo ex marito. Il ragazzo, quando lo scopre, non sa cosa fare perché Janice gli dice di amare sia lui che l'ex marito, così chiede consiglio a Joey. Quest'ultimo gli fa notare che la cosa più giusta è lasciare che Janice torni dal marito perché loro hanno un figlio e se si amano ancora sarebbe meglio lasciare che la loro famiglia possa riunirsi. Chandler, quindi, ricordando di aver avuto la stessa esperienza al divorzio dei suoi, decide con molto dispiacere di lasciare Janice. 
Prima di andare al lavoro, Ross affida Ben a Monica, ma Rachel se ne risente. La ragazza è convinta che il fidanzato non la ritenga capace di accudire un bambino. Monica, giocando con Ben, accidentalmente lo lancia in aria e il bimbo si fa male alla testa. Le due ragazze cercano in tutti i modi di non far notare il bernoccolo a Ross, ma quando lui se ne accorgerà non si arrabbierà, poiché sa che per i bambini è molto facile farsi male.
Phoebe intanto deve andare dal dentista, ma ha paura di sottoporsi alla visita perché ogni volta che vi si era recata in passato, era morta una persona a lei cara. Alla fine nessuna persona conosciuta da Phoebe muore e così esulta perché la maledizione è spezzata.

## La coppa Geller
- Titolo originale: The One with the Football
- Diretto da: Kevin S. Bright
- Scritto da: Ira Ungerleider

### Trama
È il giorno del ringraziamento e i ragazzi decidono di fare una partita a football. Monica vuole mettere in palio la "coppa Geller", il trofeo che lei e Ross utilizzavano quando erano piccoli e che il padre aveva gettato nel lago dopo che Monica aveva fratturato il naso di Ross. In seguito a questo, la madre dei fratelli Geller aveva proibito loro di giocare ancora a football. Nonostante ciò decidono di andare al parco e giocare. 
Qui Joey e i ragazzi incontrano una ragazza olandese che subito attira l’attenzione di Joey e Chandler. I due ragazzi se la contendono e per questo lei deciderà di non uscire con nessuno dei due, trovandoli infantili.
Dopo una lunga partita, cambi tra i giocatori nelle squadre e molti colpi bassi, nessuno trionfa vincitore.
Alla fine, i ragazzi vanno a mangiare tranne Monica e Ross che restano in campo a litigare per la vittoria.

## Boyscout per caso
- Titolo originale: The One Where Rachel Quits
- Diretto da: Terry Hughes
- Scritto da: Gregory S. Malins e Michael Curtis

### Trama
Ross colpisce per sbaglio una piccola scout e la bambina si rompe una gamba. Mortificato per l'accaduto, il ragazzo si sostituisce alla piccola nell'attività di vendita di biscotti porta a porta. Rachel è stanca di fare la cameriera, vorrebbe lavorare nel campo della moda, ma non riesce a prendere una decisione. Accetta il consiglio di Chandler e si licenzia dal Central Perk, ma scopre che trovare un nuovo lavoro non è facile come pensava.

## L'inquilino del piano di sopra
- Titolo originale: The One Where Chandler Can't Remember Which Sister
- Diretto da: Terry Hughes
- Scritto da: Alexa Junge

### Trama
Chandler, ubriaco, va a letto con una delle sette sorelle di Joey, ma il giorno successivo non ricorda con chi ha passato la notte. Quando Joey lo scopre ne è contento perché crede che l'amico abbia intenzioni serie, ma Chandler decide di parlare con MaryAngela e dirle che non vuole impegnarsi. 
Rachel, che ha lasciato il suo lavoro di cameriera su consiglio di Chandler, non trovandosi bene nel nuovo posto, riesce a ottenere un colloquio da Bloomingdale's grazie ad un incontro fortuito con Mark, giovane di bella presenza, che scatena la gelosia di Ross. 
Un inquilino del piano superiore particolarmente rumoroso e affascinante suscita le attenzioni di Phoebe.

## Primo giorno di lavoro
- Titolo originale: The One with All the Jealousy
- Diretto da: Robby Benson
- Scritto da: Doty Abrams

### Trama
Rachel affronta il suo primo giorno di lavoro da Bloomingdale's, e Ross mostra la sua estrema gelosia nei confronti di Mark, il suo collega. 
Joey intanto ottiene un provino per un musical importante ma le sue doti canore non bastano, necessita anche esperienza di ballo presente solo sul suo curriculum. 
Chandler va a una festa di addio al celibato di un suo cugino e conosce, insieme a Ross, una spogliarellista. 
Monica e Phoebe smascherano l'affascinante Julio, collega di Monica, che non apprezza le donne.
- Guest Star: Carlos Gomez (Julio)

## Due amici molto speciali
- Titolo originale: The One Where Monica and Richard are Just Friends
- Diretto da: Robby Benson
- Scritto da: Michael Borkow

### Trama
Monica per caso incontra Richard e decide di frequentarlo di nuovo intrattenendo, però, una relazione puramente fisica da amici con benefici. Monica inizialmente è euforica perché questo rende la relazione molto semplice, ma dopo una settimana Monica inizia a sentirsi troppo gelosa e vorrebbe ricominciare da capo la loro relazione, ma Richard le rammenta che loro vogliono ancora cose diverse, quindi decidono di smettere di vedersi definitivamente. 
Phoebe frequenta un ragazzo che indossa sempre i pantaloncini, ma non porta le mutande. Tutti lo notano, ma non sanno come dirlo al ragazzo.
Joey sta leggendo Shining ma, trovandolo troppo violento, decide di mettere il libro in freezer. Rachel lo scopre e decide di leggerlo, consigliando a Joey di leggere Piccole donne.
- Guest star: Tom Selleck (Dott. Richard Burke)

## Leslie, la ex di Phoebe
- Titolo originale: The One with Phoebe's Ex-Partner
- Diretto da: Robby Benson
- Scritto da: Wil Calhoun

### Trama
Phoebe rivede al Central Perk una ragazza di nome Leslie, la cantante che in passato si esibiva con lei. Leslie vorrebbe tornare a cantare con Phoebe, ma lei non ci riesce perché in passato Leslie l’aveva molto ferita.
Chandler esce con una donna incontrata nel bagno degli uomini, una certa Ginger. Si scopre però che la ragazza è una ex di Joey, che era stato mollato perché le aveva buttato accidentalmente la gamba di legno nel fuoco. Chandler inizialmente è scioccato dal fatto che la ragazza abbia una gamba artificiale, ma poi lo accetta. Quando però Ginger scopre che Chandler ha un terzo piccolo capezzolo rimane terrificata e lo abbandona.
Mark, il collega di Rachel, si licenzia dal suo lavoro. Ross convince Rachel a portarlo a un seminario sulla moda (per evitare che ci vada con Mark), ma lui si addormenta durante la spiegazione.

## Pausa di riflessione
- Titolo originale: The One Where Ross and Rachel Take a Break
- Diretto da: James Burrows
- Scritto da: Michael Borkow

### Trama
Rachel è molto impegnata al lavoro e Ross cerca in tutti i modi di passare del tempo con lei, ma la cosa finisce per far arrabbiare Rachel.
Phoebe inizia ad uscire con un diplomatico che però non conosce l'inglese e deve essere sempre accompagnato dal suo traduttore, che intralcia la loro intimità. Decide così di portare anche Monica con loro a cena. Ma questa si rivelerà una brutta idea perché Monica e il traduttore parleranno insieme per tutto il tempo, così Phoebe non potrà parlare con il diplomatico, non conoscendo la sua lingua.
Chandler e Joey vengono invitati in un locale da Chloe, la ragazza della copisteria, ma nessuno dei due sembra riuscire a far colpo su di lei.
Rachel e Ross litigano e alla fine Rachel gli dice di volersi prendere una pausa. Ross raggiunge gli amici al locale, dal quale telefona a Rachel che, però, ha fatto entrare in casa Mark per parlargli di Ross che, sentendo la voce del collega di Rachel, fraintende la situazione e mette giù il telefono. 
Ubriaco, Ross finisce per andare a letto con Chloe, la ragazza della copisteria.

## Il giorno dopo
- Titolo originale: The One with the Morning After
- Diretto da: James Burrows
- Scritto da: David Crane e Marta Kauffman

### Trama
La mattina dopo che Ross è stato con Chloe, da un messaggio lasciato sulla segreteria telefonica, Ross scopre che Rachel sta arrivando a casa sua per scusarsi. Chloe allora si nasconde dietro alla porta. 
Ross parla con Chandler e Joey di quello che è accaduto la sera prima, alla fine su consiglio degli amici decide di fare in modo che Rachel non scopra il tradimento. Così va da tutte le persone che sono a conoscenza dell’accaduto per dir loro di non parlarne con nessuno: inizia da Chloe, poi da Isaac (il collega di Chloe), poi da Jasmine (la sorella di Isaac che lavora con Phoebe), poi da Gunther (il coinquilino di Jasmine che lavora al Central Perk). Arrivando da lui scopre che l’ha già detto a Rachel, essendo da sempre innamorato di lei. 
Monica, Phoebe, Joey e Chandler sono in camera di Monica (poiché le due ragazze si stavano facendo la ceretta alle gambe e i due ragazzi sono arrivati sentendole gridare dal dolore). Quando arrivano Ross e Rachel, che hanno una furiosa litigata in soggiorno, i quattro amici restano nascosti in camera ad ascoltare tutto. La lite tra i due è peggiore di quella della sera prima: dopo ore ed ore di silenzi, urla, sberle, pianti e discorsi, Rachel non riesce comunque a perdonare Ross, disperato per il proprio errore, e lo lascia definitivamente.

## Soccorso stradale
- Titolo originale: The One Without the Skytrip
- Diretto da: Sam Simon
- Scritto da: Shana Goldberg-Meehan e Scott Silveri

### Trama
Ross e Rachel, dopo essersi lasciati, non volendosi più vedere, si contendono la compagnia degli altri quattro amici. 
Chandler ricomincia a fumare, perché la rottura tra i due suoi amici gli riporta alla mente il divorzio dei genitori. I ragazzi - Ross escluso - partono per sciare e passare il weekend nella casa in montagna di Rachel, ma rimangono senza benzina in un'area di sosta lungo la strada. Sarà proprio Ross a dover andare a prendere i suoi amici, usando l’automobile che si fa prestare da Carol, la sua ex moglie. Rachel, accortasi che una tra Phoebe e Monica ha chiamato l'ex, inizia a provocarlo finché Ross non le ricorda che loro erano "in pausa" scatenando le ire della ragazza, affermando che anche Joey e Monica erano d'accordo con lui. La situazione peggiora quando Chandler ha un crollo nervoso e tocca a Phoebe a sedare gli animi, dando a Ross e Rachel un ultimatum senza mezzi termini. L'ex coppia preferisce stabilire rapporti civili per il bene del gruppo; quando Rachel invita Ross alla casa in montagna per il weekend, questi declina augurando agli altri buon divertimento.

## L'allievo e l'insegnante
- Titolo originale: The One with the Hypnosis Tape
- Diretto da: Robby Benson
- Scritto da: Seth Kurland

### Trama
Frank comunica a Phoebe di volersi sposare con Alice, la sua insegnante di economia domestica, molto più anziana di lui. Alla fine Phoebe farà capire loro che non è una cosa positiva per nessuno di loro e i due si lasceranno.
Chandler per smettere di fumare usa un nastro ipnotico consigliato da Rachel, ma dato che si rivolge ad una donna, comincia a comportarsi in maniera femminile. 
Nel frattempo Monica conosce Pete, un miliardario eccentrico che le ha dato una mancia da 20.000 dollari, e accetta un suo invito a cena che si concretizza in una pizza a Roma; inizia così una nuova relazione.
- Guest star: Jon Favreau (Pete Becker)

## Voltare pagina
- Titolo originale: The One with the Tiny T-Shirt
- Diretto da: Terry Hughes
- Scritto da: Adam Chase

### Trama
Rachel scopre di non aver chiuso completamente la sua storia con Ross e quindi decide di voltare pagina consolandosi con Mark. Restituisce anche a Ross una scatola contenente tutti i suoi effetti personali. Quando Mark bacia Rachel la ragazza capisce però di non essere realmente interessata a lui. Ross, scoprendo l'uscita della ex, guarda dallo spioncino per vederli rientrare e, preso dalla gelosia, vorrebbe rovinarle l'appuntamento con una scusa, ma Chandler lo blocca e gli ricorda che lei 'ha voltato pagina'. Ross infine decide di ridare a Rachel una t-shirt che le piace tanto: lei rimane colpita del gesto compiuto dal suo ex, meditando di perdonarlo.
Monica esce ancora con il miliardario che ha conosciuto, Pete, con il quale partecipa anche ad un evento di beneficenza in ospedale, ma continua a non sentirsi attratta da lui. 
Joey invece ha delle difficoltà sul lavoro per la sua capricciosa collega, dalla quale poi si sentirà attratto.
- Guest star: Jon Favreau (Pete Becker)

## La casa delle bambole
- Titolo originale: The One with the Dollhouse
- Diretto da: Terry Hughes
- Scritto da: Will Calhoun

### Trama
Chandler esce per una serata con il capo di Rachel, cioè Joanna. Seppur sapendo che non prova interesse per lei, il ragazzo le dice che le telefonerà. 
Nonostante Joey riesca a conquistare la sua collega Kate, lei non sentirà per lui quello che prova Joey per lei. 
Monica eredita dalla sua defunta zia una bellissima casa delle bambole e decide di giocarci insieme a Phoebe, ma la sua mania di controllo metterà in crisi il loro divertimento.
Phoebe allora porterà una casa delle bambole costruita da lei, che però finirà bruciata.

## Il sogno di Monica
- Titolo originale: The One with a Chick and a Duck
- Diretto da: Michael Lembeck
- Scritto da: Chris Brown

### Trama
Pete acquista un ristorante e propone a Monica di diventarne lo chef. Lei non vuole accettare, perché pensa che lui lo faccia solo per conquistarla. Ma quando scopre che Pete ha conosciuto un’altra donna (in realtà non è così, lui le racconta questo solo per farle accettare la sua proposta), accetta volentieri il lavoro e si licenza dal posto in cui fa la cameriera. Alla fine, i due si baciano.
Joey, triste per la sua Kate, si riprende impegnandosi nel periodo pasquale ad accudire un piccolo pulcino insieme a Chandler. I due ragazzi si rendono ben presto conto di non essere in grado di badare al pulcino, trattato come se fosse un figlio, che provoca anche vari litigi tra loro. Decidono quindi di restituire l’animale. Ma Chandler non riuscirà a farlo ed adotterà anche un'oca.
Ross è entusiasta di dover apparire nella serata in tv su Discovery Channel. Rachel si rompe una costola a causa di Monica che, mentre stava pattinando, le cade sopra; Ross, per farle piacere, senza dirle niente della sua apparizione, le sta accanto per tutta la sera, accompagnandola in ospedale. Quando Rachel scopre che Ross ha preferito stare con lei, rimane molto colpita dal bel gesto.
- Guest star: Jon Favreau (Pete Becker)

## Il numero verde
- Titolo originale: The One with the Screamer
- Diretto da: Peter Bonerz
- Scritto da: Shana Goldberg-Meehan e Scott Silveri

### Trama
Phoebe non vuole perdere la garanzia di un telefono rotto e resta al telefono di Monica e Rachel per delle ore. 
Il gruppo di amici si reca a vedere la commedia di Joey, che reciterà con Kate, della quale è innamorato. Monica porta Pete e anche Ross e Rachel portano i rispettivi partner, cioè Cailin e Tommy.
La ragazza di Ross però lo abbandonerà, mentre il ragazzo di Rachel si rivelerà essere un pazzo che non controlla la rabbia.
Al termine della commedia, Kate e Joey hanno una lunga chiacchierata dove anche la ragazza capisce di essersi innamorata di lui. Il giorno seguente però dovrà abbandonare New York per via di un lavoro molto importante che le è stato offerto a Los Angeles.
- Guest star: Ben Stiller (Tommy), Laura Cayouette (Cailin)

## I due amori di Phoebe
- Titolo originale: The One with Ross's Thing
- Diretto da: Shelley Jensen
- Scritto da: Ted Cohen e Andrew Reich

### Trama
Phoebe inizia ad uscire con due ragazzi contemporaneamente: con un pompiere bello e muscoloso e con un insegnante tranquillo e sensibile, vivendo nell'ansia di essere scoperta da uno dei due mentre è in compagnia dell’altro. Inoltre la ragazza non sa se scegliere tra bellezza ed intelligenza e va ancora più in crisi scoprendo che l’insegnante è bravo nei lavori manuali e il pompiere è tutt'altro che stupido e superficiale. Alla fine, perderà entrambi.
Ross ha una strana escrescenza sul sedere e i medici che consulta si mostrano eccessivamente interessati, ma non capaci di risolvere il suo problema. Si recherà da un “guru” consigliatogli da Phoebe che rimuoverà l’escrescenza.
Monica deve annaffiare le piante in casa di Pete e scopre per caso che lui ha pagato 50.000 dollari per un anello. Lei fraintende e pensa che voglia chiederle di sposarlo. Scoprirà poi che si tratta di un ring a forma di anello che Pete si è fatto costruire perché vuole dedicarsi alla “lotta estrema”.
- Guest star: Jon Favreau (Pete Becker)

## Lotta estrema
- Titolo originale: The One with the Ultimate Fighting Champion
- Diretto da: Robby Benson
- Scritto da: Pang-Ni Landrum, Mark Kunerth, Shana Goldberg-Meehan e Scott Silveri

### Trama
Chandler riscuote la simpatia del suo datore di lavoro che, per complimentarsi con lui gli dà delle pacche sul sedere. Questo diventa un problema, considerando che i colleghi iniziano a diventare gelosi di lui e pensano sia un raccomandato. 
Phoebe chiede a Rachel il permesso di presentare Bonnie, una sua amica, a Ross. Rachel accetta sapendo che l'amica di Phoebe è calva, ma scopre poco dopo che la ragazza ha i capelli lunghi ed è molto carina perciò ha paura che possa piacere a Ross. 
Nel frattempo, Pete si cimenta nel campionato di lotta estrema, con pessimi risultati. Monica chiede al fidanzato di smettere, dopo essere stato ridotto male da un avversario, ma lui rifiuta. Per questo Monica lo lascia.
- Guest star: Robin Williams (Tomas) - non accreditato, Billy Crystal (Tim), Jon Favreau (Pete Becker), Christine Taylor (Bonnie)

## Week-end con sorpresa
- Titolo originale: The One at the Beach
- Diretto da: Pamela Fryman
- Scritto da: Pang-Ni Landrum, Mark Kunerth e Adam Chase

### Trama
Phoebe trova una foto dei suoi genitori in compagnia di una loro amica di nome Phoebe. Dato che sul retro c'è scritto l'indirizzo, la ragazza decide insieme agli altri di andare al mare a trovarla. Rachel è gelosa di Bonnie, la fidanzata di Ross, ma quando lei non c'è, tra i due nasce nuovamente una certa alchimia. Chandler continua a domandare a Monica se non potrebbe essere un suo fidanzato. Bonnie arriva alla casa al mare e rovina i piani di Rachel. La ragazza consiglia alla rivale di tornare ad essere calva e quando Ross lo scopre si infuria e le chiede il motivo, scoprendo che Rachel è ancora innamorata di lui, così Ross e Rachel si baciano. Phoebe scopre che l'altra Phoebe è la sua vera madre (lei e i genitori di Phoebe avevano una relazione a tre, infatti suo padre era bigamo).
- Guest Star: Christine Taylor (Bonnie)